# Karl Christian Schmid
Karl Christian Schmid (* 17. Mai 1787 in Urach; † 16. August 1852 in Cannstatt) war ein württembergischer Oberamtmann.

## Leben
Karl Christian Schmid war der Sohn eines Stadtschreibers von Urach. Nach der Ausbildung war er ab 1816 als Rechnungsrat bei der Sektion der Kommunalverwaltung in Stuttgart tätig. 1817 wurde er Revisor bei der Regierung des Neckarkreises in Ludwigsburg und noch im selben Jahr Oberrevisor beim Ministerium des Innern in Stuttgart. Von 1823 bis 1839 leitete er als Oberamtmann das Oberamt Backnang und von 1839 bis 1850 das Oberamt Göppingen. 1850 trat Schmid in den Ruhestand.